# Свято-Вознесенская церковь (Киев)
Свято-Вознесенская церковь — православный храм в Голосеевском районе города Киева, в местности Демеевка. Принадлежит Украинской православной церкви Московского патриархата. Является памятником истории и архитектуры. Вознесенская церковь является одним из немногих храмов Киева, которые за всю свою историю ни разу не закрывались.

## История
Церковь возведена в 1882—1883 годах для нужд жителей села Демеевка вблизи тогдашнего Киева. Значительную часть средств на строительство церкви пожертвовал господин Раузер, директор Киевского сахаро-рафинадного завода на Демеевке. Торжественное освящение состоялось 18 февраля 1883 года. Первым священником новой церкви стал, вероятно, Ерофей Иосифович Шмигельский, а церковным старостой — фельдфебель в отставке Симеон Травкин. В 1889 году священником стал Никанор Леонтьевич Данкевич.
25 июля (7 августа) 1907 года в Вознесенской церкви венчалась Леся Украинка с Климентом Квиткой.
Примерно в 1905—1910 годах при церкви была возведена церковно-приходская школа, здание которой сохранилось до сих пор. По состоянию на 1915 год, во владении церкви уже были, кроме школы, библиотека, которая насчитывала около 1200 экземпляров, дом священника (1907) и дом причта (1914), небольшое кладбище. В 1917 году церкви принадлежало 1 десятина 600 квадратных саженей земли, приход насчитывал более 4000 человек.
В июле 1920 года, когда в Киеве уже установилась советская власть, была зарегистрирована приходская община при церкви Вознесения Господня. В 1922 году церковь частично передана УАПЦ и в некоторой степени реконструирована. С 1922 года священником был Дмитрий Ходзицкий (1886—1962), в будущем репрессирован. В 1933 году власть распустила украинский приход, до этого в 1920-х годах разобрали колокольню церкви (новая возведена в 1990-х годах). Тем не менее, храм после того продолжал оставаться действующим и ни разу не закрывался. Во время нацистской оккупации, в марте 1942 года настоятелем был протоиерей Николай Саранча.

## Архитектура
Вознесенская церковь в плане крещатая, одноглавая, с гранёной апсидой и небольшими пристройками в межрукавьях креста. Сначала церковь была деревянной. В 1885—1892 годах она была обложена кирпичом и расширена, возведены 2 притвора с запада и с юга. Основной объём был перекрыт приземистой палаткой, которая завершалась куполом на гранчатом барабане, с запада к этому объёму примыкала палаточная колокольня, ещё одна маковка венчала алтарную часть.
В 1900 году по проекту архитектора Евгения Ермакова произошла значительная реконструкция храма. Достроен западный бабинец, над притвором которого построена новая палаточная колокольня. Главный шатёр поднят на гранчатом барабане, устроены хоры, церковь декорирована в русском стиле: барабан украшен кокошниками, окна украшены наличниками. В 1910 году восточная часть церкви расширена по проекту Е. Ермакова; в январе 1911 года был освящён новый придел в честь св. Василия Великого. Именно тогда церковь приобрела современный вид, однако первоначальные иконостас и внутреннее убранство церкви не сохранились.